# 太阳系的发现和探索

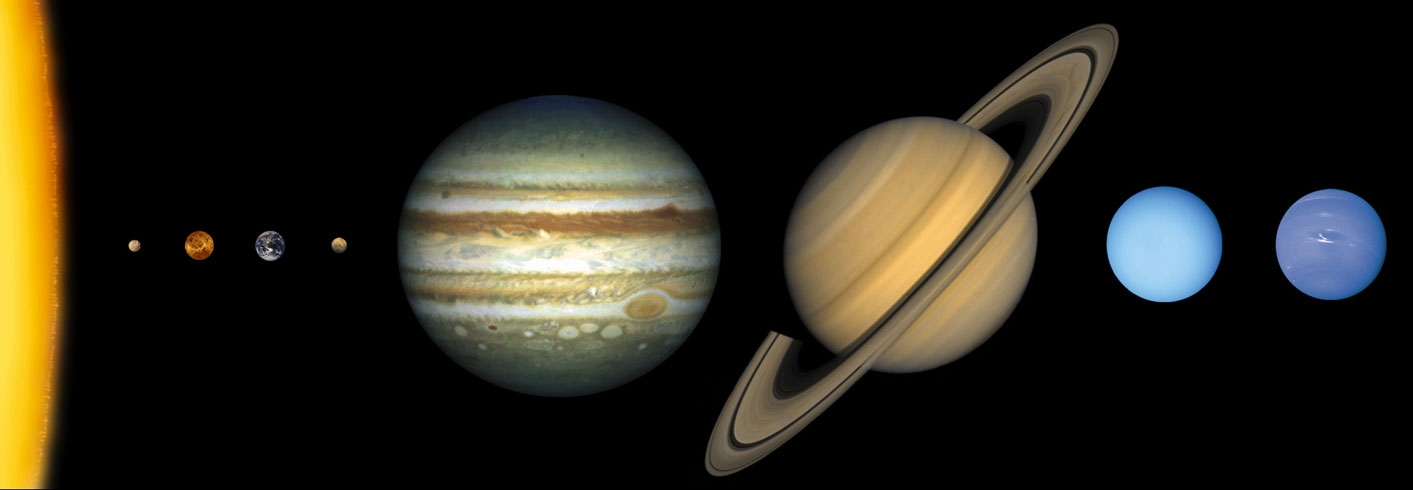
太阳和太阳系行星，没有显示冥王星和其他矮行星。天体的相对大小按比例绘制但相互间距离没按比例。

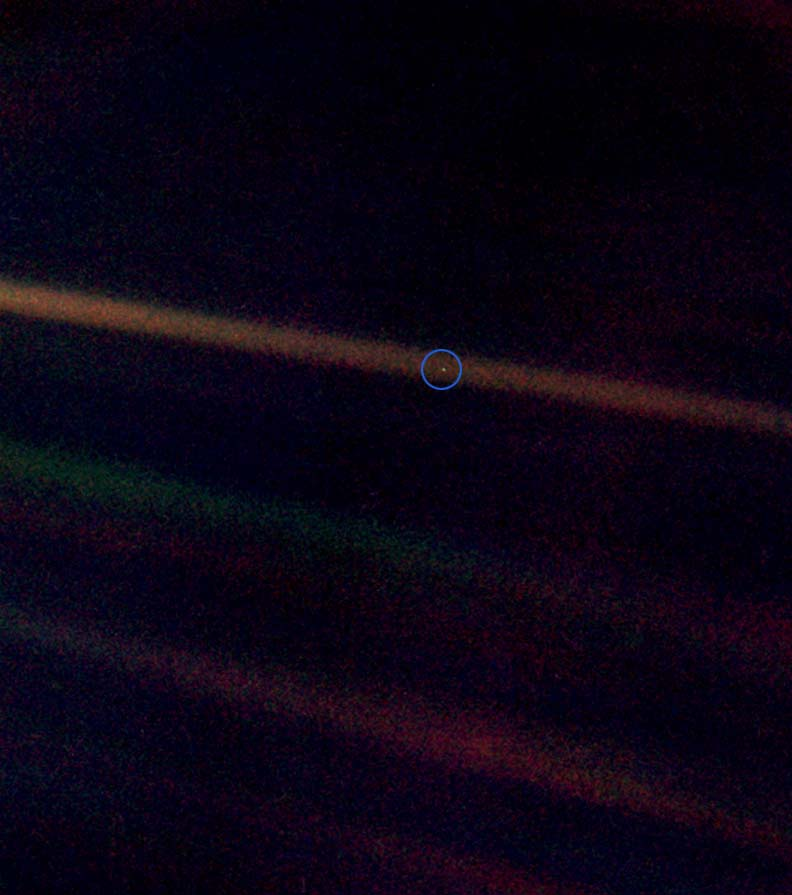
旅行者1号从距离64亿公里(40亿英里)处拍摄的地球照片(圆圈点)，光线条为太阳辐射出来的衍射尖峰(到左边相帧外)。该幅照片被称为暗淡蓝点。

太阳系的发现和探索是对地球“宇宙邻居”的观察、探访及相关知识的增进和理解，这包括了太阳、地球和月球、水星、金星、火星、木星、土星、天王星和海王星等主要行星和它们的卫星以及包括彗星、小行星和宇宙尘埃等在内的更小天体。
太阳系—我们太阳的行星、卫星和更小碎片组成的系统—是人类的宇宙后院。与星际间距离相比，行星间的距离要小数百万倍，这虽然让人望而生畏，但在技术上是可以超越的。——美国宇航局

## 历程

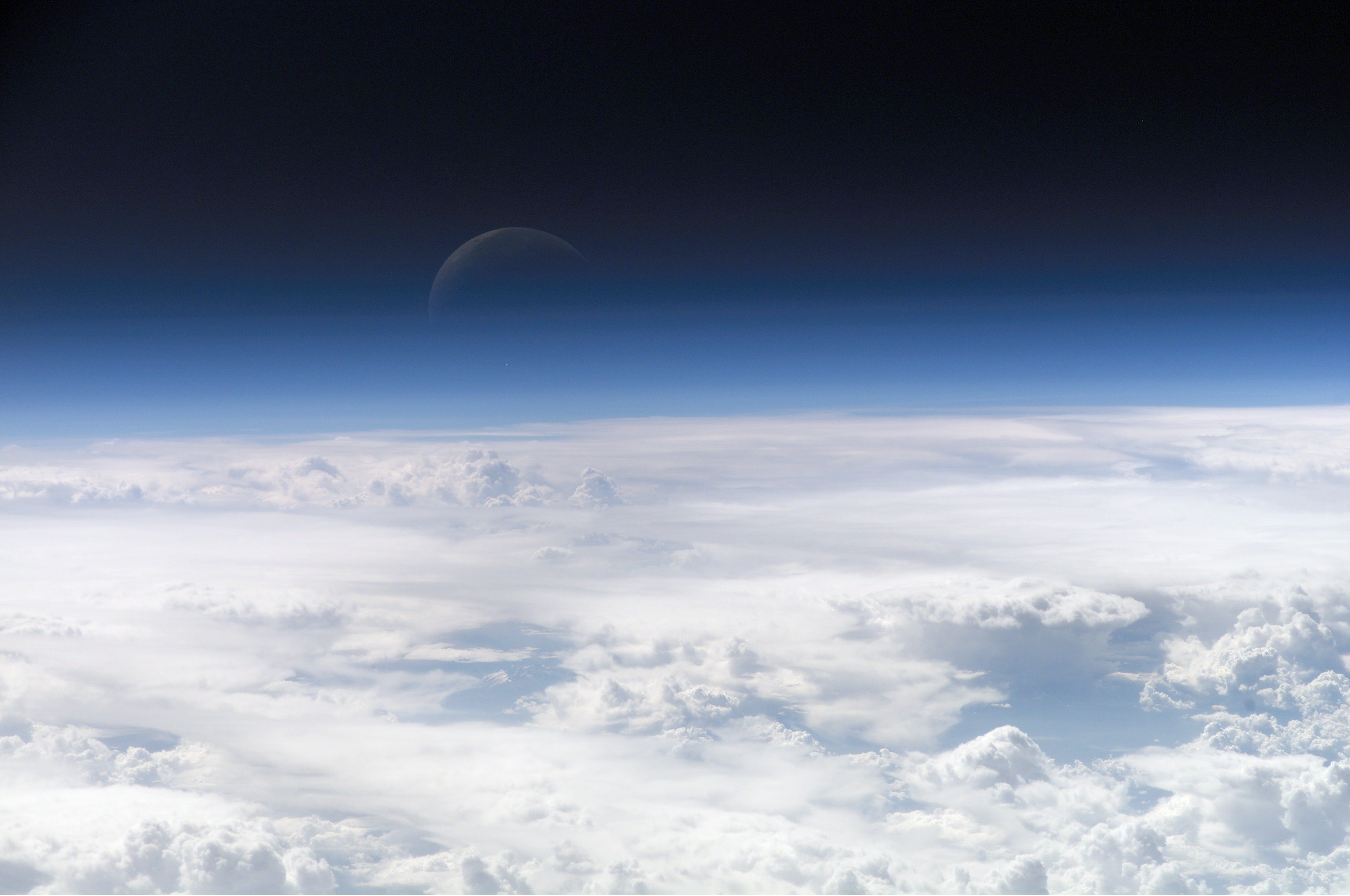
地球大气层

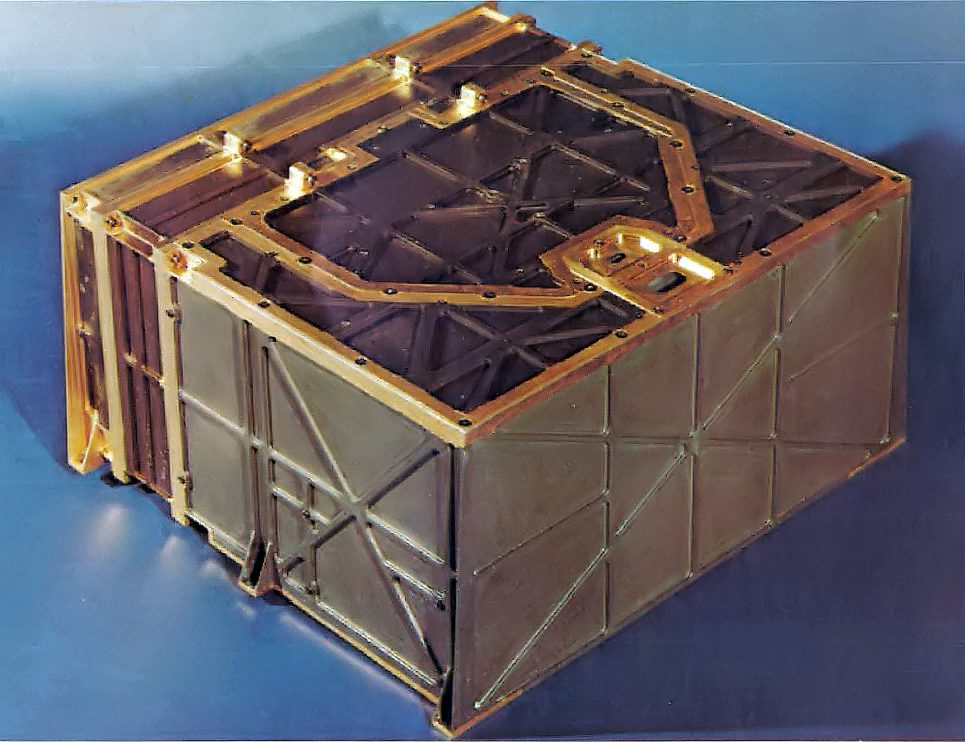
先驱者太空探测器上的四方体离子体分析仪。

数千年来，天文学家一直摒持地心说观点，不承认太阳系的存在。虽然古希腊萨摩斯岛哲学家阿里斯塔克斯曾推测过宇宙的日心结构，但大多数人仍认为地球是静止地位于宇宙中心，与天空中移动的神圣或缥缈的天体完全不同。16世纪，尼古拉·哥白尼提出了从数学上可预测的日心模型，其17世纪的后继者伽利略·伽利莱、约翰内斯·开普勒和艾萨克·牛顿对物理学有了现代的理解，从而逐渐接受了这样一种观点，即地球围绕太阳运转，其它行星与地球一样，都受同一物理定律的支配。在最近一段时间，这也导致了对地质现象的调查，如山脉和火山口以及季节性气象现象，如云层、沙尘暴和其他行星上的冰盖。

## 望远镜观测

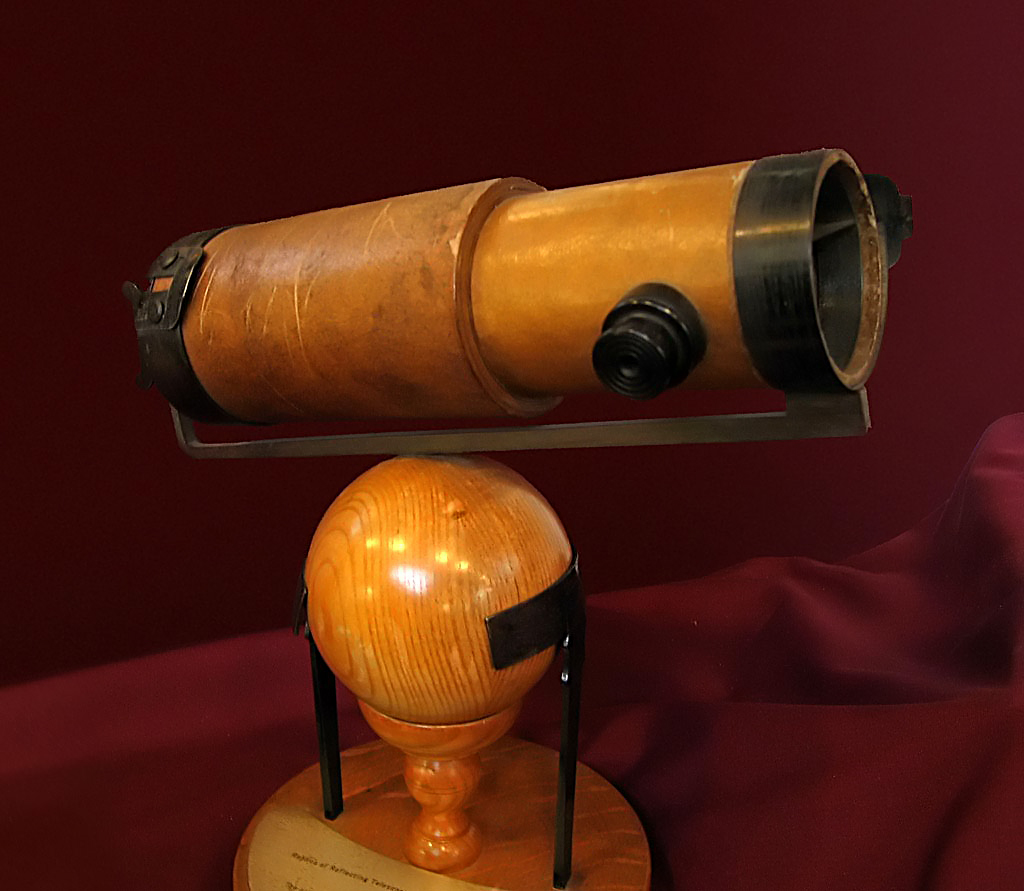
艾萨克·牛顿望远镜的复制品

对太阳系的首次探索是通过望远镜进行的，当时天文学家首先开始绘制那些肉眼看不见的微弱天体图。
伽利略是首位发现太阳系各天体物理细节的人，他发现月球上有陨石坑；太阳上有黑子；木星轨道上有四颗卫星。克里斯蒂安·惠更斯继伽利略之后，发现了土星的土卫六和土星环。乔凡尼·多梅尼科·卡西尼后来又在土星环中发现了四颗卫星和卡西尼缝。

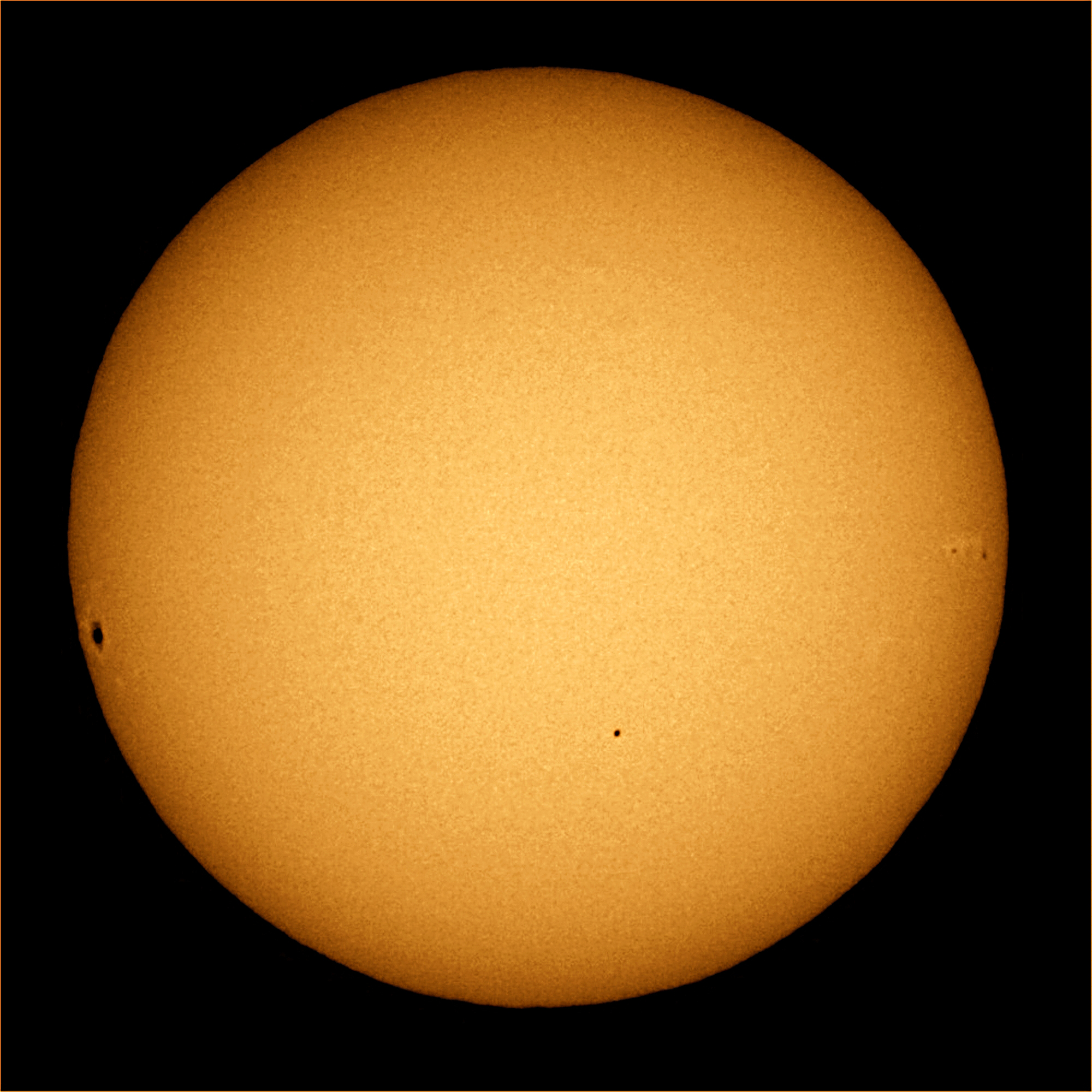
带有特殊滤光片望远镜拍摄的太阳，可清楚地看到太阳黑子和变暗边缘，水星正从太阳表面的中下部越过。

爱德蒙·哈雷在1705年意识到，被多次目击记录的哈雷彗星为同一个天体，每75-76年定期返回一次，这是首个揭示所有物体都在环太阳运行的证据大约在这一时期(1704年)，“太阳系”一词开始出现在英语中了。
1781年，威廉·赫歇尔在寻找金牛座中的联星时，观测到一颗认为是新彗星的天体，但其轨道显示它是一颗新行星—天王星，这是有史来第一颗被发现的行星。
1801年，朱塞普·皮亚齐发现了一颗位于火星和木星之间的小星球—谷神星，它一度被认为是另一颗行星，但后来在同一区域中又发现了另一些小星球后，它和这些行星最终被重新归类为小行星。
到了1846年，天王星轨道的差异让许多人怀疑一定有一颗大型行星在更远处拉扯着它。于尔班·勒威耶的计算最终导致了海王星的发现。由于水星轨道的近日点摄动过大，勒威耶于1859年提出了水星内侧火神星的假设，但结果是一个不相干的谬误。
尽管对太阳系被何时真正“发现”仍存有争议，但19世纪的三次观测毫无疑问地确定了它的性质和在宇宙中的位置。首先，在1838年弗里德里希·威廉·贝塞尔成功地测量了一个恒星视差，一种由地球绕太阳运动所产生恒星位置的明显偏移。这不仅是太阳中心论第首个直接的实验证据，而且第一次揭示了太阳系和恒星间巨大的距离。而后，在1859年，罗伯特·威廉·本生和古斯塔夫·基尔霍夫使用新发明的分光镜研究了太阳的光谱特征，发现它是由与地球上相同的元素所组成，首次确立了地球与其它可见天体间的物理相似性。在此之后，安杰洛·西奇神父将太阳的光谱特征与其他恒星的光谱特征进行了比较，发现它们几乎完全相同。意识到太阳也是一颗恒星的结果导致了其他恒星可能也有自己的系统的假设，虽然这在近140年内并没有得到证实。

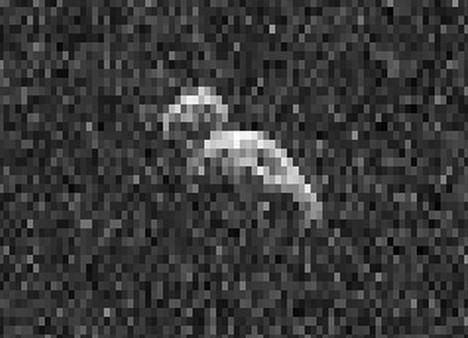
2014年2月初飞掠地球的近地小行星2006 DP_{14}的雷达成像图

外行星轨道的进一步明显差异使帕西瓦尔·洛厄尔认为，海王星之外一定存在另一颗X行星。在他死后，洛厄尔天文台进行了一次搜索，最终在1930年由克莱德·汤博发现了冥王星。然而，冥王星被发现太小，不足以扰乱外行星的轨道，因此它的发现纯属巧合。与谷神星一样，它最初被认为是一颗行星，但当在其附近发现了更多大小类似的其他天体后，2006年国际天文学联合会将它归类为一颗矮行星。
1992年，发现了第一个与太阳系不同的行星系证据，它围绕着脉冲星PSR B1257+12运行。三年后，第一颗环绕类太阳恒星运行的太阳系外行星飞马座51b被发现。截至2017年，已累计发现2687个外太阳系星系。
同样在1992年，夏威夷大学的天文学家大卫·朱维特和麻省理工学院的天文学家刘丽杏发现了小行星阿尔比恩。这一天体被证明属于后称为柯伊伯带的新群体，一种类似于小行星带的冰状物，冥王星和卡戎等天体被认为是其中的一部分。
2005年，迈克尔·布朗、查德·特鲁希略和戴维·拉比诺维茨等宣布发现了阋神星，这是一颗离散盘天体，最初认为比冥王星大，这使它成为自海王星以来在绕太阳轨道上发现的最大天体。 2015年7月，新视野号飞越冥王星并对它进行了更精确测量，冥王星只比阋神星稍大，但质量较小。

## 航天器观测

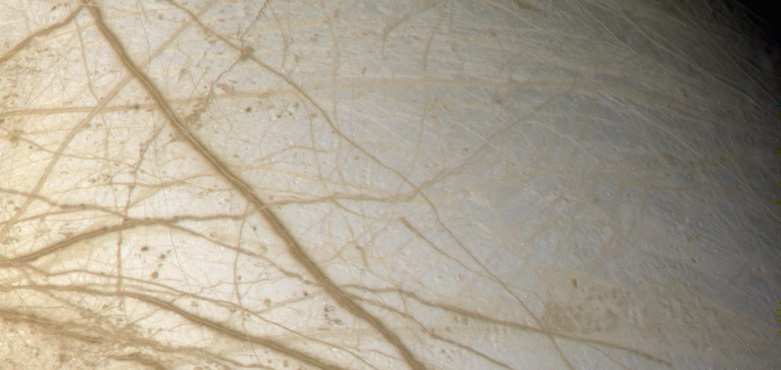
木卫二表面的线条状特征，伽利略号探测器拍摄。

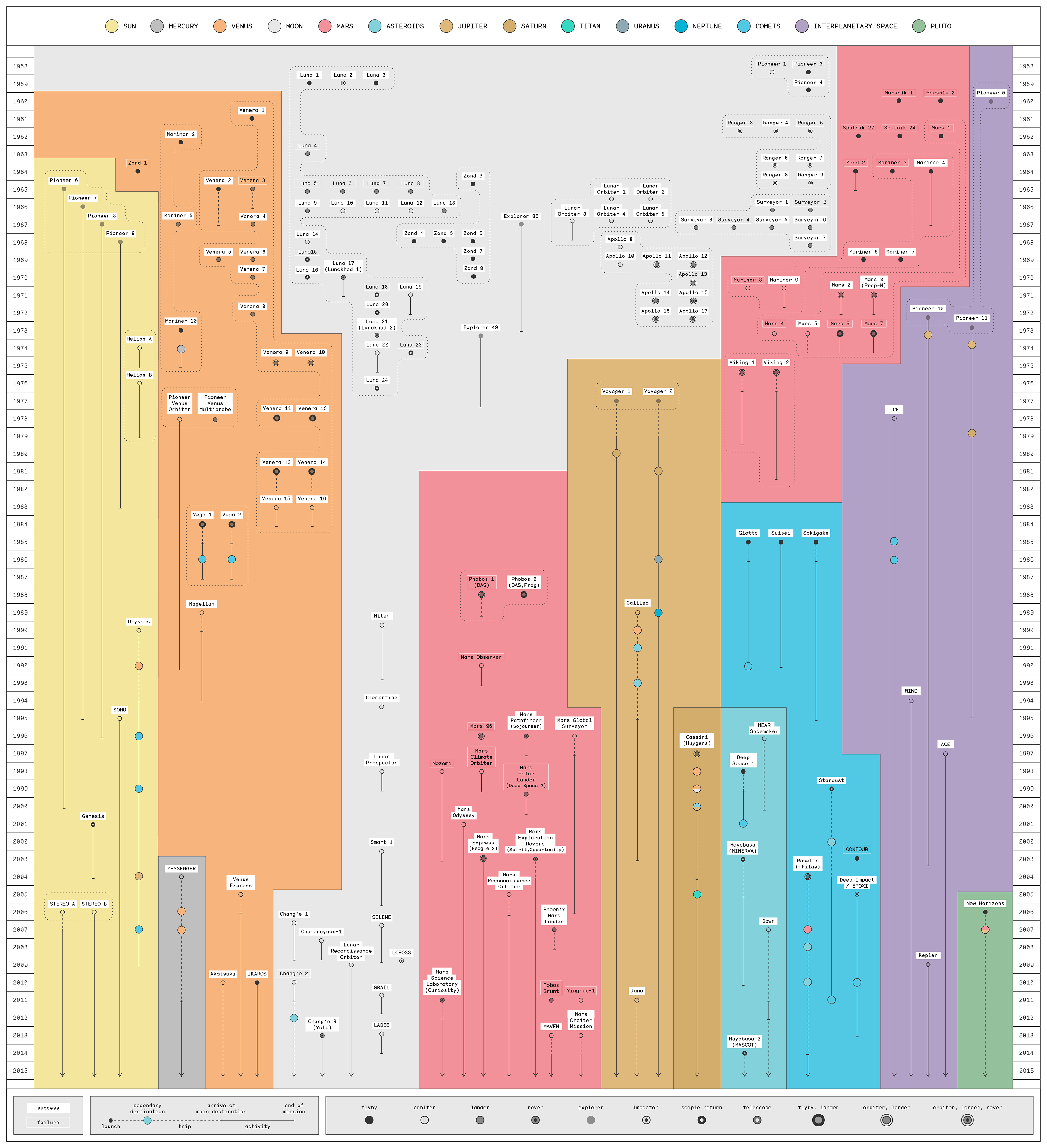
太阳系探索时间表

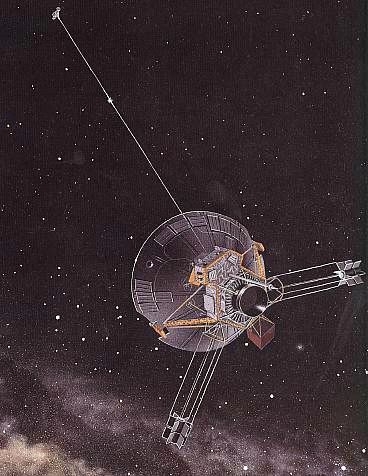
先驱者10号的艺术想像图，1983年飞过冥王星轨道，2003年1月在距地球约82个天文单位处发回最后一次信号。这艘已飞行年的太空探测器正以4.34万公里/小时(2.7万英里/小时)的速度飞离太阳，只要它没有击中任何物体。

自太空时代开启以来，各个航天机构组织和实施了大量的无人探测器探索任务。
目前，从地球发射的宇宙飞船已不同程度地造访了太阳系中所有的行星。通过这些无人任务，人类已能够获得所有行星的近景照片，并通过着陆器，对一些行星的土壤和大气层进行了探测。
第一颗被送入太空的人造物体是前苏联在1957年发射的斯普特尼克1号卫星，它成功环绕地球运行直到次年1月4日；1959年发射的美国探测器“勘探者6号”是第一颗从太空拍摄地球图像的卫星。

### 飞越
第一艘成功飞越另一颗太阳系天体的探测器是月球1号，它在1959年飞过月球，原本打算撞击月球，但没能击中目标，成为第一艘环绕太阳运行的人造物体。水手2号是首艘完成行星飞越的探测器，1962年飞过金星；1965年水手4号首次成功飞越火星；而水手10号则于1974年首次飞越水星。 
第一艘探索外行星的探测器是1973年飞越木星的先驱者10号，而先驱者11号则是1979年第一个造访土星的探测器。1977年发射后，旅行者探测器对外行星进行了一次盛大的巡游，两艘探测器分别于1979年和1980年飞过木星，旅行者2号在1981年飞越土星后，于1986年接近天王星，1989年接近海王星。这两艘旅行者号探测器现在已经远远超出了海王星的轨道，正在寻找和研究终端激波、日鞘和日顶。根据美国宇航局报道，这两艘旅行者号探测器在距离太阳约93个天文单位处都遭遇到终端激波。
对彗星的首次飞越发生在1985年，当时国际彗星探险者探测器(ICE)飞越了贾可比尼-秦诺彗星，而小行星的第一次飞越是由伽利略号探测器进行的，该探测器在飞往木星途中对小行星加斯普拉(1991年)和艾女星(1993年)进行了成像。
2006年1月19日，新视野号探测器发射升空，它是第一艘探索柯伊伯带的人造航天器，这无人任务于2015年7月飞过了冥王星。这次任务也将观察其他一些柯伊伯带天体，包括2019年元旦近距离飞越小行星阿罗科特。
截至2011年，美国科学家担心，对小行星带以外的探索会因钚-238供应的短缺而受到限制。

### 轨道器、探测车和着陆器

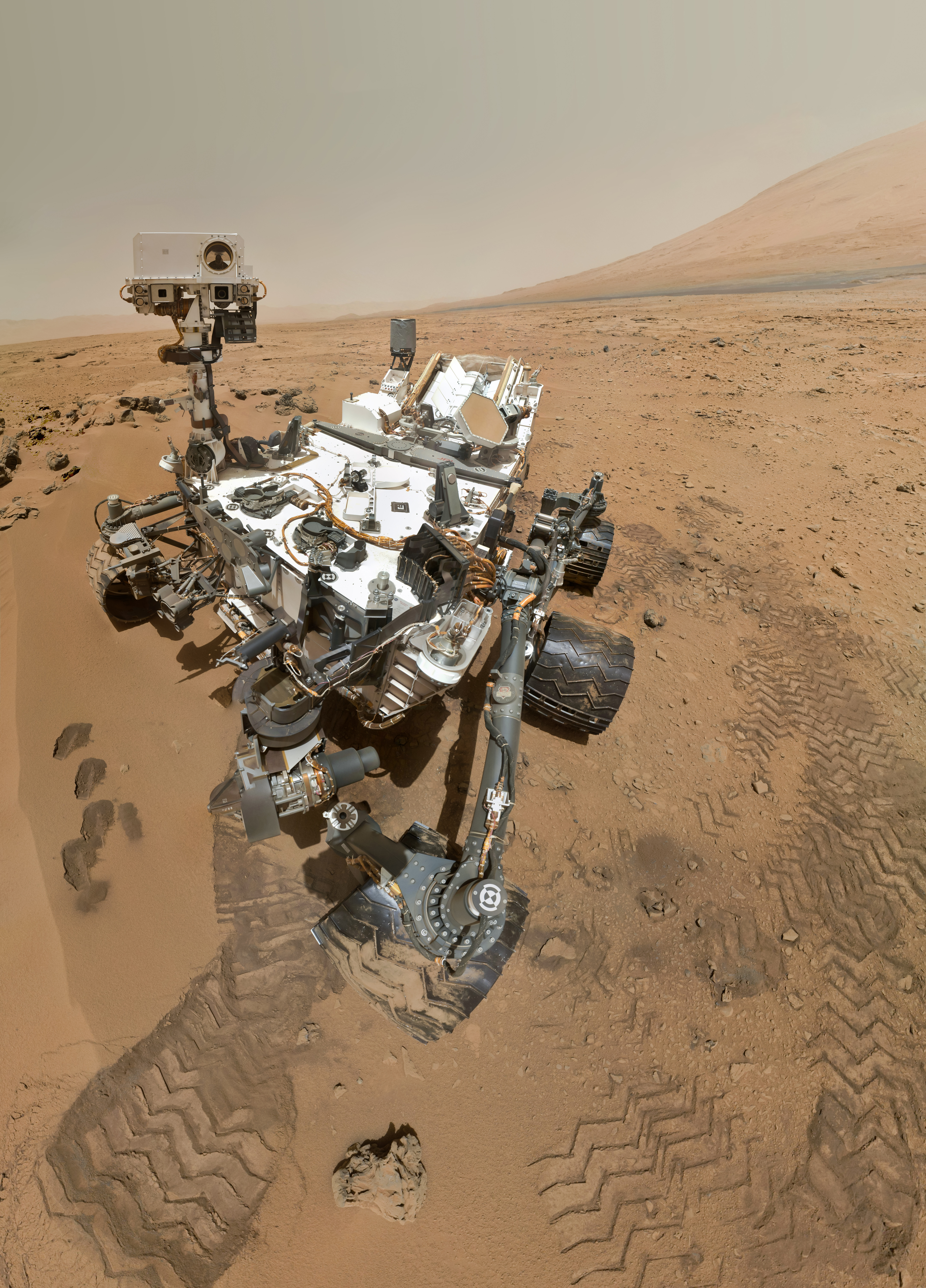
2012年10月31日，好奇号火星车位于石巢(Rocknes)盖尔撞击坑边缘的自拍照，远处是夏普山的斜坡。

1966年，月球成为地球以外首个被一颗人造卫星(月球10号)环绕的太阳系天体，接着是1971年的火星(水手9号)；1975年的金星(金星9号)；1995年的木星(伽利略号探测器)；小行星爱神星是在2000年(会合-舒梅克号)；土星在2004年(卡西尼-惠更斯号)；而水星和灶神星]则是在2011年(信使号和黎明号)，从2015年起，“黎明号”环绕着小行星-矮行星谷神星运行。
首艘登陆在另一太阳系天体上的探测器是前苏联的月球2号，它于1959年撞击在月球表面，自那时起，人类发射的探测器开始抵达越来越遥远的行星。1966年的金星(金星3号探测器降陆或撞击在金星表面)；1971年的火星(火星3号在火星硬着陆，直到1976年海盗1号才完全成功着陆)；2001年的小行星爱神星(会合-舒梅克号)和2005年的土卫六(惠更斯)和坦普尔1号彗星(深度撞击号)。伽利略号轨道飞行器在1995年也向木星大气层投放了一只探测器，由于木星没有物理表面，探测器在下降过程中被不断升高的温度和压力摧毁。
迄今为止，只有月球和火星这两颗太阳系的星球被月球车和火星车探访过。首辆造访另一天体的机器人漫游车是1970年登陆月球的苏联月面步行者一号；第一辆造访另一行星的则是旅居者号火星车，1997年它在火星表面穿越了500米；唯一一种造访另一个世界的载人漫游车是美国宇航局的阿波罗月球车，它在1971年至1972年间与阿波罗15、16和17一起抵达月球。

### 航天器探测
太阳系部分任务概述
| #  | 航天器                 | 发射 年份 | 水星   | 金星   | 火星   | 谷神星 | 木星   | 土星   | 天王星 | 海王星 | 冥王星 | 结束 年份 |
| -- | ---------------------- | --------- | ------ | ------ | ------ | ------ | ------ | ------ | ------ | ------ | ------ | --------- |
| 1  | 金星3号                | 1965      |        | 撞击   |        |        |        |        |        |        |        | 1966      |
| 2  | 先驱者10号             | 1972      |        |        |        |        | 飞越   |        |        |        |        | 2003      |
| 3  | 先驱者11号             | 1973      |        |        |        |        | 飞越   | 飞越   |        |        |        | 1995      |
| 4  | 水手10号               | 1973      | 飞越   | 飞越   |        |        |        |        |        |        |        | 1975      |
| 5  | 旅行者1号              | 1977      |        |        |        |        | 飞越   | 飞越   |        |        |        | —         |
| 6  | 旅行者2号              | 1977      |        |        |        |        | 飞越   | 飞越   | 飞越   | 飞越   |        | —         |
| 7  | 伽利略                 | 1989      |        | 飞越   |        |        | 轨道器 |        |        |        |        | 2003      |
| 8  | 尤利西斯号             | 1990      |        |        |        |        | 飞越   |        |        |        |        | 2009      |
| 9  | 卡西尼号               | 1997      |        | 飞越   |        |        | 飞越   | 轨道器 |        |        |        | 2017      |
| 10 | 火星奥德赛             | 2001      |        |        | 轨道器 |        |        |        |        |        |        | —         |
| 11 | 勇气号/机遇号          | 2003      |        |        | 探测车 |        |        |        |        |        |        | 2010/2018 |
| 12 | 火星快车               | 2003      |        |        | 轨道器 |        |        |        |        |        |        | —         |
| 13 | 信使号                 | 2004      | 轨道器 | 飞越   |        |        |        |        |        |        |        | 2015      |
| 14 | 火星侦察轨道器         | 2005      |        |        | 轨道器 |        |        |        |        |        |        | —         |
| 15 | 金星快车               | 2005      |        | 轨道器 |        |        |        |        |        |        |        | 2014      |
| 16 | 新视野号               | 2006      |        |        |        |        | 飞越   |        |        |        | 飞越   | —         |
| 17 | 黎明号                 | 2007      |        |        |        | 轨道器 |        |        |        |        |        | 2018      |
| 18 | 朱诺号                 | 2011      |        |        |        |        | 轨道器 |        |        |        |        | —         |
| 19 | 好奇号(火星科学实验室) | 2011      |        |        | 探测车 |        |        |        |        |        |        | —         |

另见各类任务类别：彗星, 小行星, 月球及太阳。

## 载人探索

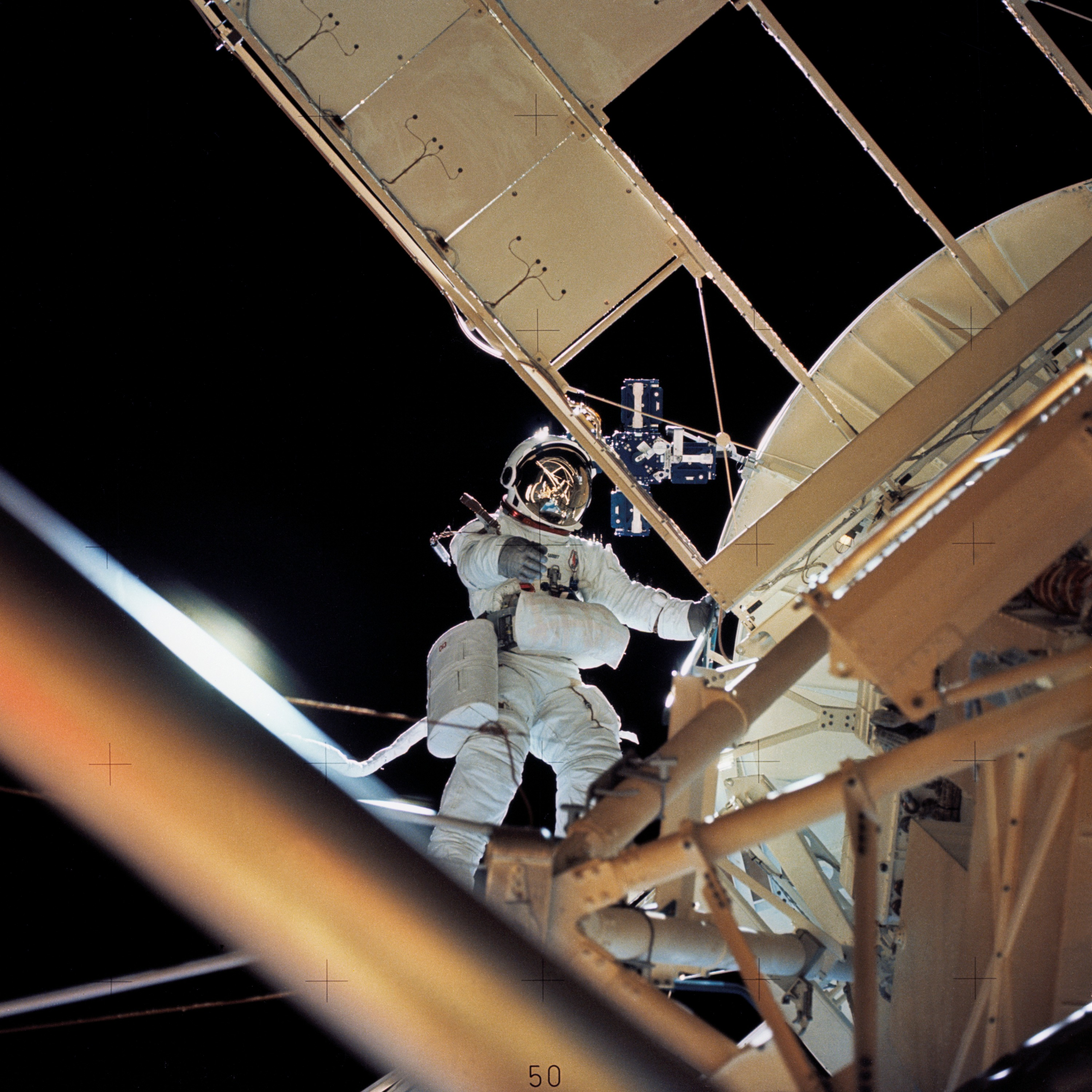
1973年，欧文·加里欧特在地球轨道舱外活动系统上。

对太阳系的载人探索结束于1972年，第一位到达太空(定义为高度超过100公里)并环绕地球运行的人是前苏联宇航员尤里·加加林，1961年4月12日搭乘东方一号发射升空。第一位在另一颗太阳系天体表面行走的人是尼尔·阿姆斯特朗，1969年7月21日，在阿波罗11号任务期间，他踏上了月球。到1972年，又进行了5次登月。美国可重复使用的航天飞机在1981年至2011年间共执行了135次飞行任务，五架航天飞机中有两架在事故中损毁。 
第一座拥有一名以上宇航员的轨道空间站是美国宇航局的天空实验室，它在1973年至1974年期间成功接纳了三名宇航员。人类真正在太空的定居始于苏联的和平号空间站，从1989年到1999年，该空间站已连续被使用了近十年。它的继任者国际空间站自2001年以来一直保持着人类在太空中的持续活动。2004年，美国总统乔治·沃克·布什宣布了太空探索愿景，呼吁更换老化的航天飞机、重返月球并最终进行载人火星任务。

## 各国的探索
图例:

☄ -环绕或飞越

Ѫ - 成功登陆目标天体

⚗ - 采样返回

⚘ - 载人任务

ↂ - 长期可居住空间站
| '                 | 近地轨道 | 月球 | 火星 | 火星卫星 | 小行星 | 金星 | 水星 | 外太阳系 |
| ----------------- | -------- | ---- | ---- | -------- | ------ | ---- | ---- | -------- |
| 美国              | ☄⚘ↂ      | ☄Ѫ⚗⚘ | ☄Ѫ   | ☄        | ☄Ѫ⚗    | ☄Ѫ   | ☄    | ☄        |
| 苏联              | ☄⚘ↂ      | ☄Ѫ⚗  | ☄Ѫ   | ☄        | ☄      | ☄Ѫ   |      |          |
| 俄羅斯 (1992年起) | ☄⚘ↂ      |      |      |          |        |      |      |          |
| 乌克兰 (1992年起) | ☄        |      |      |          |        |      |      |          |
| 中华人民共和国    | ☄⚘ↂ      | ☄Ѫ⚗  | ☄Ѫ   |          | ☄      |      |      |          |
| 欧盟              | ☄ↂ       | ☄    | ☄    | ☄        | ☄Ѫ     | ☄    |      | ☄Ѫ       |
| 日本              | ☄ↂ       | ☄Ѫ   |      |          | ☄Ѫ⚗    | ☄    |      |          |
| 印度              | ☄        | ☄Ѫ   | ☄    |          |        |      |      |          |
| 伊朗              | ☄        |      |      |          |        |      |      |          |
| 以色列            | ☄        | ☄    |      |          |        |      |      |          |
|                   | ☄        |      |      |          |        |      |      |          |
| 新西兰            | ☄        |      |      |          |        |      |      |          |
| 阿联酋            |          |      | ☄    |          |        |      |      |          |
|                   | ☄        | ☄    |      |          |        |      |      |          |
| 商业              | ☄⚘       | ☄Ѫ   |      |          |        |      |      |          |

备注：
- 点击符号会打开介绍该类别中首次成功任务的页面。

## 勘探测量
近距离拍摄的天体:
| |                         |                       |                     |                         |                       |                       |
| 太阳 （恆星） | 木星 （行星）           | 土星 （行星）         | 天王星 （行星）     | 海王星 （行星）         | 地球 （行星）         | 金星 （行星）         |
| |                         |                       |                     |                         |                       |                       |
| 火星 （行星） | 伽倪墨得斯 （木卫三）   | 泰坦 （土卫六）       | 水星 （行星）       | 卡里斯托 （木卫四）     | 艾奥 （木卫一）       | 月球 （地球的衛星）   |
| |                         |                       |                     |                         |                       |                       |
| 欧罗巴 （木卫二） | 特里同 （海卫一）       | 冥王星 (柯伊伯带天体) | 泰坦妮亚 （天卫三） | 瑞亚 （土卫五）         | 奥伯伦 （天卫四）     | 伊阿佩托斯 （土卫八） |
| |                         |                       |                     |                         |                       |                       |
| 卡戎 （冥卫一） | 乌姆柏里厄尔 （天卫二） | 艾瑞尔 （天卫一）     | 狄俄涅 （土卫四）   | 忒梯斯 （土卫三）       | 穀神星 （小行星帶）   | 灶神星 （小行星帶）   |
| |                         |                       |                     |                         |                       |                       |
| 恩刻拉多斯 （土卫二） | 米兰达 （天卫五）       | 普罗透斯 （海卫八）   | 弥马斯 （土卫一）   | 许佩里翁 （土卫七）     | 福玻斯 （火卫一）     | 雅努斯 （土卫十）     |
| |                         |                       |                     |                         |                       |                       |
| 阿玛耳忒娅 （木卫五） | 厄庇墨透斯 （土卫十一） | 忒拜 （木卫十四）     | 司琴星 (小行星带)   | 普罗米修斯 （土卫十六） | 潘多拉 （土卫十七）   | 梅西尔德星 (小行星带) |
| |                         |                       |                     |                         |                       |                       |
| 许德拉 （冥卫三） | 海伦 （土卫十二）       | 倪克斯 （冥卫二）     | 艾女星 (小行星带)   | 阿特拉斯 （土卫十五）   | 忒勒斯托 （土卫十三） | 卡吕普索 （土卫十四） |
| |                         |                       |                     |                         |                       |                       |
| 福玻斯 （火卫一） | 爱神星 (近地小行星)     | 得摩斯 （火卫二）     | 加斯普拉 (小行星带) | 坦普尔1号彗星 (彗星)    | 斯坦斯 (小行星带)     | 包瑞利彗星 （彗星     |
| |                         |                       |                     |                         |                       |                       |
| 丘留莫夫- 格拉西缅科 (彗星) | 维尔特二号 （彗星）     | 墨托涅 （土卫三十二） | 哈特雷二号 （彗星） | 艾卫 (艾女星的卫星)     |                       |                       |
| “图塔蒂斯和糸川小行星无免费近距成像照片” 哈雷彗星、冥卫四“刻耳柏罗斯”、冥卫五“斯梯克斯”、包瑞利彗星、安妮·弗兰克小行星、海卫二“涅瑞伊得”和海卫七“拉里萨”等只有低分辨率天体成像照片；另见近地天体雷达图像。 |                         |                       |                     |                         |                       |                       |
| 本模板： 讨论 编辑 |                         |                       |                     |                         |                       |                       |

## 采样返回

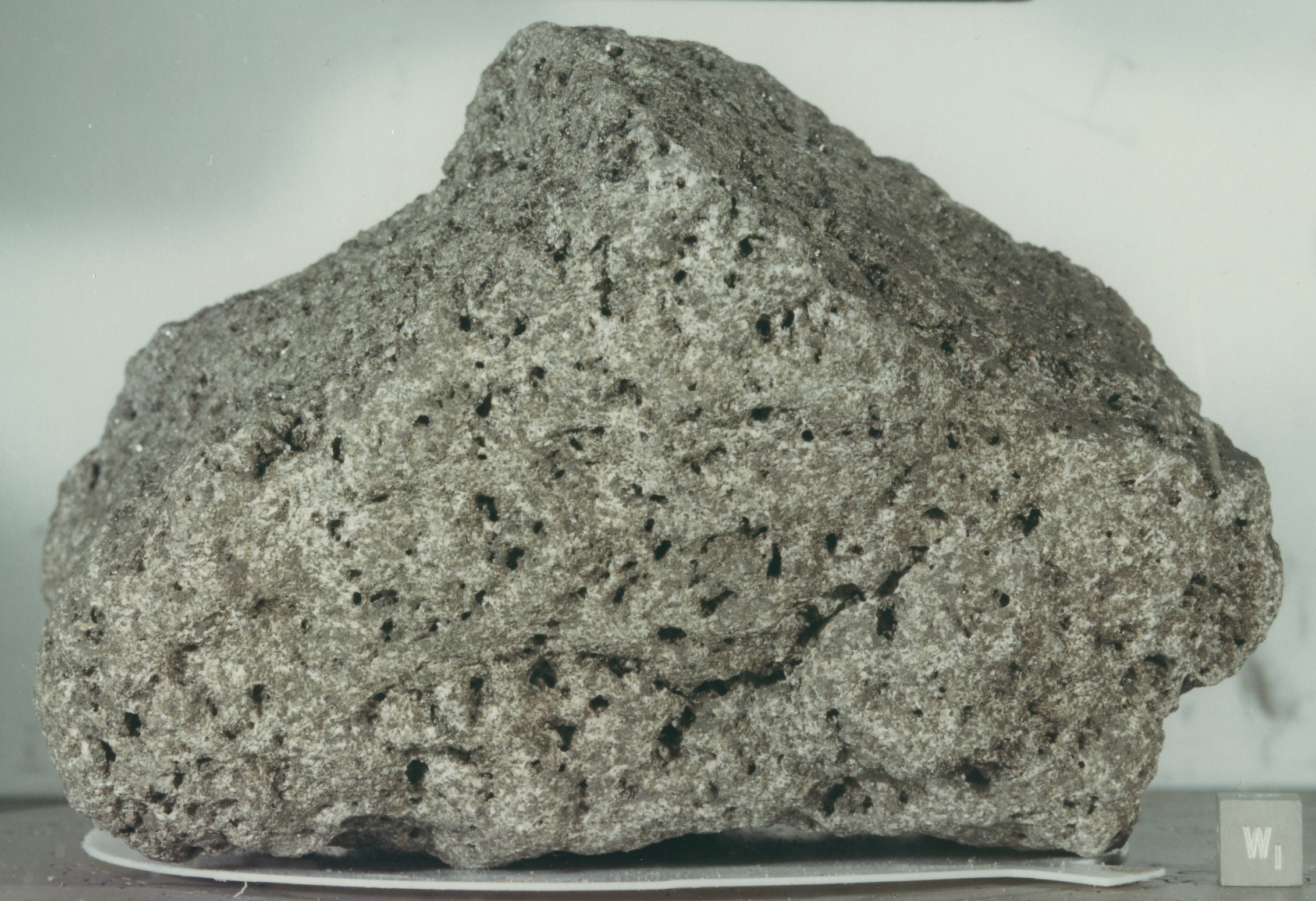
阿波罗17号带回的一块月岩

- 月球(包括阿波罗和月球号任务)
- 彗星尘埃(星尘号)
- 太阳风(起源号)
- 小行星(隼鸟号)

 
另见: 陨石和宇宙尘埃

## 另请参阅
- 太阳系探测器列表
- 太空探索年表
- 太阳系探索年表